# Ferdinand Schaal
Ferdinand Karl Erwin Friedrich Schaal (7 de febrero de 1889 - 9 de octubre de 1962) fue un militar de carrera alemán, comandante de tropas panzer en la Segunda Guerra Mundial. Comandó la 10.ª División Panzer en la invasión de Polonia (1939) y dirigió con éxito el Asedio de Calais en 1940. Más tarde, se involucró en el fallido complot del 20 de julio de 1944 contra Adolf Hitler y en la implementación de la Operación Valkiria que iba a seguirlo. Por ello, fue encarcelado hasta el final de la guerra.

## Carrera
Schaal nació el 7 de febrero de 1889 en Freiburg im Breisgau, Baden. En abril de 1939, como parte del periodo previo a la invasión de Polonia, Schaal fue elegido para liderar la nueva 10.ª División Panzer. Continuó comandando esa unidad a lo largo de las invasiones de Polonia, Francia, y la URSS. El 16 de marzo de 1942, al retorno a Francia de la 10.ª División Panzer de su tour sangriento en el frente oriental, Schaal recibió el mando del LVI Cuerpo Panzer, que también estaba estacionado en la Unión Soviética. Sirvió en ese puesto hasta el 1 de agosto de 1943, cuando se convirtió en el comandante de la Wehrmacht en el distrito militar de Bohemia y Moravia.

## Operación Valquiria
Su papel en la Operación Valquiria era someter al Partido Nazi y establecer control militar sobre Bohemia y Moravia. En la tarde del 20 de julio de 1944, Schaal esperó a que se clarificara cómo proceder de parte del General Friedrich Fromm, un co-conspirador en Berlín. Nadie llegó, ya que el intento de asesinato había fracasado y Fromm decidió traicionar a los demás conspiradores. Schaal fue arrestado al día siguiente por orden de Heinrich Himmler y encarcelado. A diferencia de muchos de los miembros de la Resistencia alemana, Schaal evitó la ejecución y sobrevivió a la guerra.

## Fechas de ascensos
- Teniente - (16 de noviembre de 1909)
- Teniente Primero - (27 de enero de 1915)
- Capitán - (18 de abril de 1917)
- Mayor - (1928)
- Teniente coronel - (1 de abril de 1932)
- Coronel - (1 de agosto de 1934)
- Mayor general - (1 de enero de 1938)
- Teniente general - (1 de abril de 1939)
- General de tropas panzer - (1 de octubre de 1941)

## Condecoraciones
- Cruz de Caballero de la Cruz de Hierro el 13 de julio de 1940 como Generalleutnant y comandante de la 10.ª División Panzer[1]
- Eisernes Kreuz (1914) II. Klasse – Cruz de Hierro de 2.ª Clase de 1914 (Reino de Prusia)
- Eisernes Kreuz (1914) I. Klasse – Cruz de Hierro de 1.ª Clase de 1914 (Reino de Prusia)
- Verwundetenabzeichen in Schwarz 1918 – Insignia de herida en negro de 1918 (Alemania)
- Hamburgisches Hanseatenkreuz – Cruz Hanseática de Hamburgo
- Ritterkreuz I. Klasse des Ordens vom Zähringer Löwen – Cruz de Caballero de 1.ª Clase de la Orden del León de Zähringer (Baden).
- Ehrenkreuz für Frontkämpfer 1914-1918 – Cruz de Honor para los combatientes del Frente de 1914-1918 (Alemania)
- 1939 Spange zum Eisernes Kreuz II. Klasee Klasse 1914 – Broche de 1939 para la Cruz de Hierro de 2.ª Clase de 1914 (Alemania)
- 1939 Spange zum Eisernes Kreuz I. Klasse 1914 – Broche de 1939 para la Cruz de Hierro de 1.ª Clase de 1914 (Alemania)
- Spange des Medaille zur Erinnerung an den 1. Oktober 1938 – Broche para la Medalla conmemorativa del 1 de octubre de 1938 (Alemania)
- Deutsches Kreuz in Gold – Cruz alemana en oro (Alemania)
- Panzerkampfabzeichen – Insignia de combate de tanques (Alemania).
- Dienstauszeichnung der Wehrmacht IV.Klasse, 4 Jahre – Premio de la Wehrmacht de 4.ª Clase por 4 años de Servicios (Alemania)
- Dienstauszeichnung der Wehrmacht III. Klasse, 12 Jahre – Premio de la Wehrmacht de 3.ª Clase por 12 años de Servicios  (Alemania)
- Dienstauszeichnung der Wehrmacht II. Klasse, 18 Jahre – Premio de la Wehrmacht de 2.ª Clase por 18 años de Servicios  (Alemania)
- Dienstauszeichnung der Wehrmacht I. Klasse, 25 Jahre – Premio de la Wehrmacht de 1.ª Clase por 25 años de Servicios (Alemania)
- Medaille “Winterschlacht im Osten 1941/42“ – Medalla "Batalla de invierno en el Este 1941/42" (Alemania)
- Panzerkampfabzeichen – Insignia de combate de tanques (Alemania).
- Deutsches Kreuz in Gold – Cruz alemana en oro (Alemania)